# بیماری لاعلاج

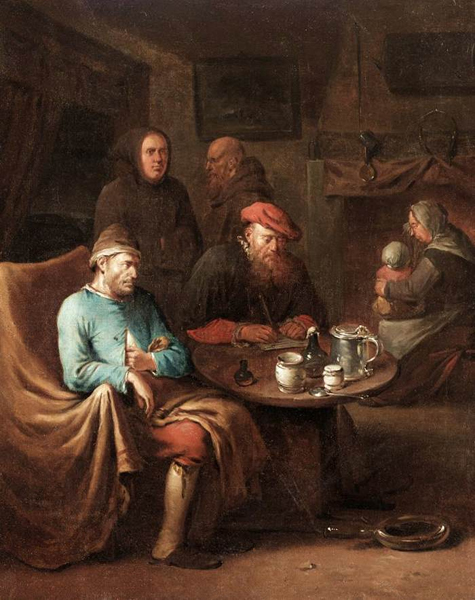
در این تصویر پزشک در حال مداوای فردی است که به ظاهر بیماری درمان ناپذیر دارد

بیماری لاعلاج یا درمان‌ناپذیر یک عبارت در اصطلاح‌شناسی پزشکی است که در قرن بیستم باب شد و به بیماری گفته می‌شود که درمان یا درمان مناسبی برایش وجود نداشته باشد و در کوتاه‌مدت سبب مرگ بیمار شود. این اصطلاح بیشتر در مورد بیماری‌های پیش‌رونده همچون سرطان یا بیماری‌های قلبی به‌کار برده می‌شود تا تروما. در گفتار عامیانه منظور از بیماری درمان ناپذیر بیماری‌ای است که نهایتاً منجر به مرگ فرد بیمار می‌شود.
هنگامی می‌توان گفت فردی به بیماری درمان ناپذیر مبتلا شده که پزشکان زمانِ باقی‌مانده تا مرگ وی را ۶ ماه یا کمتر تخمین زده‌باشند. باید در نظر داشت که این رقم قراردادی است و ممکن است قطعی و کاملاً درست نباشد. از همین رو نمی‌توان ادعا کرد که اگر بیماری از پزشک تشخیص بگیرد که تا ۶ ماه دیگر درگذرد، حتماً این اتفاق بیفتد. همچنین، اگر فردی مثلاً به بیماری ایدز مبتلا باشد نمی‌توان وی را بیمار درمان ناپذیر نامید، چراکه مدت باقی‌مانده از زندگی وی ممکن است حتی تا سال‌ها به طول بینجامد. همچنین این رقم ۶ ماه نمی‌تواند تضمین دهد که بیمار زودتر از آن نمیرد. گاهی نیز پزشکان زمانِ باقی‌مانده از زندگی فرد را کمی بیشتر از اندازه واقعی آن تخمین می‌زنند؛ مثلاً یک بیمار تشخیص می‌گیرد که تا ۶ هفتهٔ دیگر فوت شود، اما عمر وی تنها ۴ هفته از زمان تشخیص دوام می‌آورَد.